# Ur jordens djup
Ur jordens djup (Desde las profundidades de la Tierra) es el quinto álbum de la banda de folk metal Finntroll. El álbum fue publicado el 28 de marzo de 2007. Este álbum es el primero que cuenta con Mathias Lillmåns como vocalista, que reemplazó en 2006 a Tapio Wilska. A diferencia de Nattfödd, las letras de este álbum fueron escritas por el vocalista original de la banda, Jan "Katla" Jämsen. Este y otros factores parecen contribuir a una sensación más oscura y más de black metal. El vídeo musical de "Nedgång" fue lanzado en abril.

## Concepto
La banda recurrió a Jan "Katla" Jämsen, miembro fundador del grupo para que se encargase de escribir las letras de este álbum. Optó por continuar con la saga semi-mítica que han tocado durante toda la carrera de Finntroll. El personaje de Rivfader, "El Rey chamán de los Trolls", se introdujo por primera vez en la demo titulada de manera homónima Rivfader y regrabado para el álbum Midnattens Widunder, pero Jämsen ha dicho que la historia realmente se originó en la canción "Födosagan" en el segundo álbum, Jaktens Tid. La canción "Eliytres", de Nattfödd, también hace referencia a Rivfader.
Aparte de esto, el concepto lírico de este disco se basó en la mitología finesa, el Kalevala (el épico finlandés nacional), la historia e historias creadas por el propio Jämsen. Él ha declarado que el foco se ha movido de un conflicto entre las creencias paganas y cristianas, para tener que ver más con la naturaleza del mito, el simbolismo y el origen de toda la mitología. Con ello se pretende complementar al modelo antiguo y nuevo del aspecto musical de Finntroll, que mezcla la música popular tradicional con la música metal más moderna.
La narrativa del álbum en sí mismo se refiere a una lucha entre las brujas y el chamán-troll, la muerte y resurrección de Rivfader, el "viaje y la odisea del chamán" y la "gran guerra contra uno mismo".

## Lista de canciones
Todas las letras escritas por Jan Jämsen.
| N.º | Título                                            | Traducción                     | Duración |  |
| 1.  | «Gryning» (Trollhorn)                             | Amanecer                       | 3:31     |  |
| 2.  | «Sång» (Trollhorn)                                | Canción                        | 4:40     |  |
| 3.  | «Korpens Saga» (Trollhorn)                        | El cuento del cuervo           | 3:26     |  |
| 4.  | «Nedgång» (Trollhorn/Tundra)                      | Descenso                       | 3:44     |  |
| 5.  | «Ur Djupet» (Trollhorn/Tundra)                    | Saliendo de las profundidades  | 4:59     |  |
| 6.  | «Slagbröder» (Tundra)                             | Hermanos de batalla            | 4:31     |  |
| 7.  | «En Mäktig Här» (Trollhorn)                       | Una horda poderosa             | 4:19     |  |
| 8.  | «Ormhäxan» (Routa/Trollhorn)                      | La bruja serpiente             | 4:39     |  |
| 9.  | «Maktens Spira» (Trollhorn)                       | El cetro de poder              | 3:28     |  |
| 10. | «Under Två Runor» (Trollhorn)                     | Bajo dos runas                 | 5:36     |  |
| 11. | «Kvällning/Trollvisan (Pista oculta)» (Trollhorn) | Anochecer/La canción del Troll | 13:02    |  |

## Integrantes
- Mathias "Vreth" Lillmåns – voces
- Samuli "Skrymer" Ponsimaa – guitarra, coro
- Mikael "Routa" Karlbom – guitarra
- Sami "Tundra" Uusitalo – bajo, coro
- Henri "Trollhorn" Sorvali – teclado, guitarra acústica, banjo, arpa de boca, coro
- Samu "Beast Dominator" Ruotsalainen – batería y percusión, coro

### Otros integrantes
- Antti "Perish" Eräkangas – sólo de guitarra en "Maktens Spira"
- Petri Eskelinen – Gritos
- Katla - Letras

- Datos: Q427656